# Brennan Elliott
Pour les articles homonymes, voir Elliott.
Brennan Elliott est un acteur canadien né le 27 mars 1975 à Calgary au Canada.

## Biographie
Brennan Elliott est né à Calgary, Alberta, Canada. Il est surtout connu pour ses rôles dans Cold Case, Unreal (2015), La Nuit au musée 3 : Le Secret des Pharaons (2014) et La Malédiction de Chucky (2013). Il est marié avec Cami depuis 2011. Ils ont deux enfants.

## Filmographie

### Cinéma
- 1999 : Double jeu : Yuppie Man
- 1999 : Convergence de Gavin Wilding : Steve
- 1999 : The Silencer de Robert Lee : Jason Wells / Jason Black
- 2002 : Hobbs End de Philip David Segal : Michael Bodine
- 2010 : Black Widow (en) de Mark Roemmich : Troy
- 2011 : Take Me Home : Eric
- 2013 : La Malédiction de Chucky : Ian
- 2013 : Blood Shot de Dietrich Johnston : Rip
- 2014 : La Nuit au musée : Le Secret des Pharaons : Robert Fredericks

### Télévision

#### Séries télévisées
- 1997 : Madison (en) : Slick
- 1997 : Viper : Neil Royce
- 1996 : Au-delà du réel : L'aventure continue : Tom
- 1998 : Welcome to Paradox
- 1998 : Les Aventures de Shirley Holmes : Jake Bain
- 1998-1999 : First Wave : Danny
- 1999 : Traque sur Internet : Clyde Bromeo
- 1999 : Poltergeist : Les Aventuriers du surnaturel : Tom Claremont
- 2000-2005 : La Vie avant tout : Dr Nick Biancavilla
- 2004 : North Shore : Hôtel du Pacifique : David Saltzman
- 2004 : Monk : Paul Harley
- 2004 : FBI : Portés disparus : propriétaire du restaurant
- 2004 : Dr House : Adam
- 2004 : Eyes : Brian Armstrong
- 2005 : Blind Justice : Nick Irons
- 2005 : Les Experts : Sergent Carroll
- 2006 : Women in Law : Ray / Russ
- 2006 : Cold Case : Affaires classées : Ray Williams
- 2006-2007 : What About Brian : T.K.
- 2006-2007 : Les 4400 : Ben Saunders
- 2007 : Desperate Housewives : Luke Purdue
- 2007 : Grey's Anatomy : Dave Kristler
- 2008 : Bones : Mark Gaffney
- 2008 : Ghost Whisperer : Hunter Clayton
- 2008 : Le Retour de K 2000 : Capricorn
- 2009 : Castle : Jason Cosway
- 2009 : Private Practice : Jake
- 2010 : Les Experts : Miami : Julian Diehl
- 2010 : Drop Dead Diva : Todd Prentiss
- 2010 : NCIS : Enquêtes spéciales : Martin Stillwell
- 2012 : Rizzoli and Isles : Chris Harris
- 2012 : Flashpoint : Jay Penak
- 2013 : Monday Mornings : Brian Trottier
- 2013 : Hawaii 5-0 : Brent Mercer
- 2013 : Esprits criminels : Détective Scott Miller
- 2013-2015 : Retour à Cedar Cove : Warren Saget
- 2014 : The Crazy Ones : Kyle
- 2015-2018 : UnREAL : Graham
- 2017 : The Catch : Matthew Keegan

#### Téléfilms
- 1996 : Stone Coats de Rolf Schrader : Max
- 1998 : La Maison sanglante (Dream House) de Graeme Campbell : Ray
- 2000 : G-Saviour : Mark Curran
- 2006 : 11 septembre - Le détournement du vol 93 (Flight 93) de Peter Markle : Todd Beamer
- 2008 : Nanny Express (The Nanny Express) de Bradford May : David Chandler
- 2010 : Confession de Marilyn Mitchell : Steve
- 2011 : I Met a Producer and Moved to L.A. de Alison Priestley : Rod
- 2012 : L'Agence Cupidon (Cupid, Inc.) de Ron Oliver : Vance
- 2012 : Mon amour de colo (Kiss at Pine Lake) de Michael M. Scott : Pete Shoreman
- 2012 : Meurtre au 14e étage (Murder on the 13th Floor) de Hanelle M. Culpepper : Viktor
- 2013 : Une prof particulière (Dirty Teacher) de Doug Campbell : Détective Allen
- 2013 : Heart of Dance de Terence H. Winkless : Dr Norton
- 2015 : Une maison pour deux (All of My Heart) de Peter DeLuise : Brian Howell
- 2015 : Une mélodie de Noël (A Christmas Melody) de Mariah Carey : Danny Collier
- 2016 : Les Enquêtes d'Abby : mystère et chrysanthèmes (Flower Shop Mystery: Mum's the Word) de Bradley Walsh : Marco Salvare
- 2016 : Petits meurtres et chrysanthèmes: Les roses de la vengeance (Flower Shop Mystery : Snipped in the Bud) de Bradley Walsh : Marco Salvare
- 2016 : Petits meurtres et chrysanthèmes : Un mariage mortel (Flower Shop Mystery : Dearly Depotted) de Bradley Walsh : Marco Salvare
- 2016 : Coup de foudre sous le sapin (Love You Like Christmas) de Graeme Campbell : Kevin Tyler
- 2017 : Noël en trois actes (Christmas Encore) de Bradley Walsh : Julian Walker
- 2017 : All of My Heart: Inn Love de Terry Ingram : Brian Howell
- 2018 : L'aventure à deux : le mariage (All of My Heart: The Wedding) de Terry Ingram : Brian Howell
- 2018 : Un nid d'amour pour Noël (Christmas at Grand Valley) de Don McCutcheon : Leo
- 2019 : Signature mortelle (A Puzzle to Die For) de Don McCutcheon : Logan O'Connor
- 2019 : Croisière romantique (All Summer Long) de Peter DeLuise : Jake Jarrett
- 2019 : Voulez-vous m'épouser ? (Crossword Mysteries: Proposing Murder) de Don McCutcheon : Logan
- 2020 : Abracadaver de Jonathan Wright : Lt. Logan O'Connor
- 2020 : Un Noël impérial (Christmas in Vienna) de Maclain Nelson : Mark Olsen